# Бразилска мелодия (филм)
„Бразилска мелодия“ е български 2-сериен телевизионен игрален филм (криминален) от 1974 година на режисьора Милен Гетов по сценарий на Богомил Райнов. Оператор е Христо Вълев. Филмът е екранизация на едноименния роман на Богомил Райнов. Музиката във филма е композирана от Иван Игнев.

## Серии
- 1. серия – 67 минути
- 2. серия – 83 минути [1].

## Актьорски състав
| Роля                                                   | Изпълнител             |
| ------------------------------------------------------ | ---------------------- |
| следователя Антонов, наречен от колегите „Инкасаторът“ | з. а. Коста Цонев      |
| архитект Марин Манев, братът на Филип                  | з. а. Любомир Димитров |
| генералът                                              | Дамян Антонов          |
| Филип Манев, братът на Марин                           | Лъчезар Стоянов        |
| Мони студент                                           | Руси Чанев             |
| Спас Влаев                                             | Йосиф Сърчаджиев       |
| Дора, приятелка на Марин                               | Йорданка Кузманова     |
| Лиза Гелева                                            | Невена Мандаджиева     |
| Магда приятелката на убития Асенов                     | Величка Караянева      |
| хазяйката на Асенов                                    | Антония Чолчева        |
| счетоводителят, съсед на Спас и Моню                   | з. а. Стефан Сърбов    |
| Личев                                                  | з. а. Пламен Чаров     |
| съседка на Спас и Моню                                 | Люба Алексиева         |
|                                                        | Красимира Дренска      |
|                                                        | Венета Миндова         |
|                                                        | Добри Добрев           |